# Python molurus
Il pitone delle rocce indiano o pitone moluro (Python molurus) è una specie di serpente appartenente alla famiglia dei pitoni. È ampiamente diffuso nelle regioni tropicali e subtropicali dell’Asia meridionale. Predilige habitat boschivi non troppo lontani da specchi d’acqua e talvolta si avvicina ai margini delle aree abitate dall’uomo.
Si nutre, a seconda della taglia, di vertebrati di piccole e medie dimensioni, eccezionalmente anche di grandi mammiferi come cerbiatti e, in casi rari, leopardi giovani. I pitoni moluro sono ovipari e presentano una curiosa capacità: le femmine possono aumentare la temperatura di cova grazie a micro-tremori muscolari. A causa delle minacce, quali persecuzione diretta e distruzione dell’habitat, l’IUCN classifica questa specie come «prossimo alla minaccia».

## Descrizione

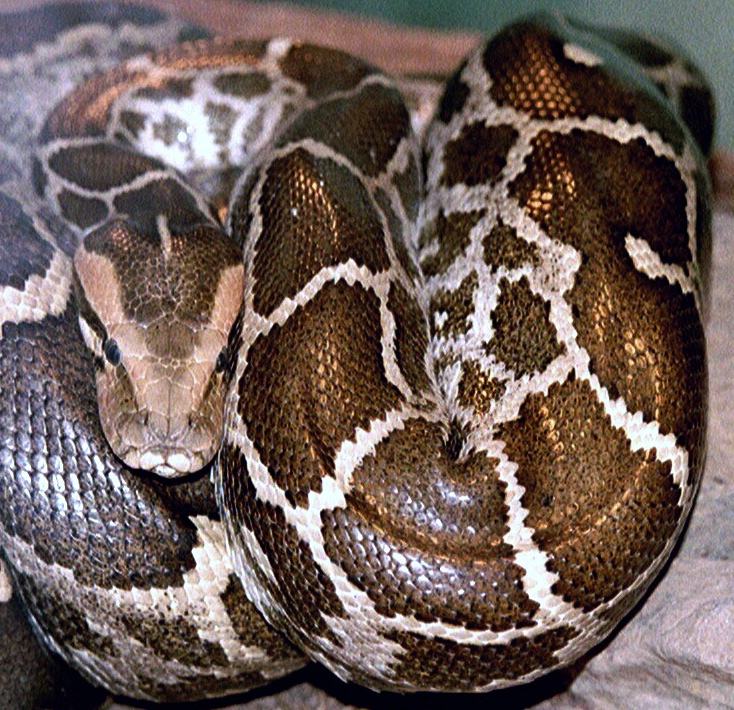
Pitone delle rocce indiano (Python molurus)

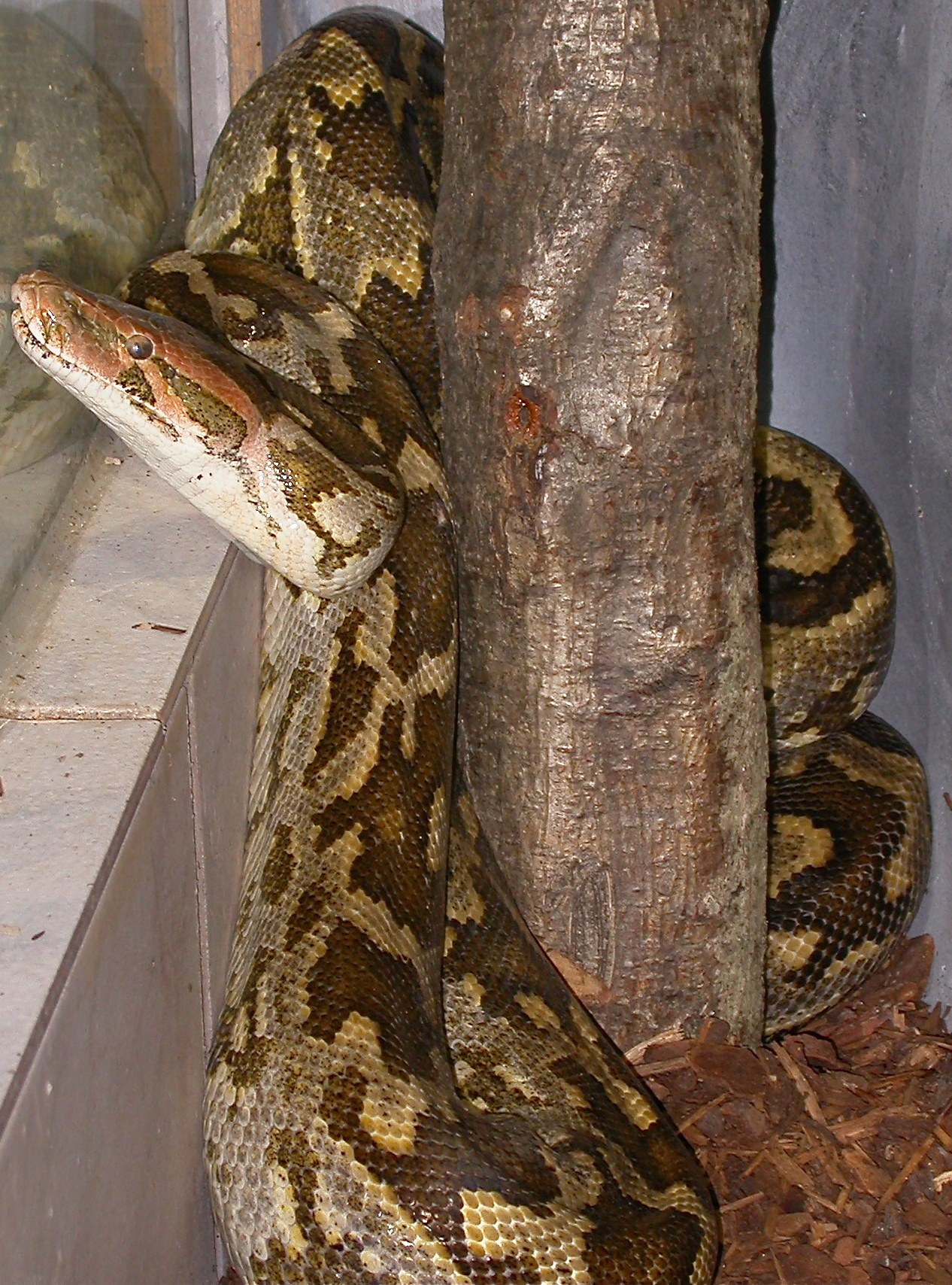
Pitone delle rocce indiano dello Sri Lanka (Python molurus)

### Struttura corporea e genoma
In Pakistan, i pitoni moluro solitamente raggiungono una lunghezza totale che varia dai 240-300 cm. In India, la media è di circa 300 cm. Uno studio nel parco nazionale di Keoladeo (1990) ha rilevato 135 esemplari adulti con taglie comprese tra 150 cm e 360 cm, i più grandi pesavano intorno ai 330-360 cm. A causa di passate confusioni con il pitone birmano, è difficile stabilire dati sicuri sulla lunghezza massima: tuttavia, un esemplare pakistano ha misurato 460 cm x 52 kg.
I cuccioli presentano un corpo sottile, mentre gli adulti mostrano un corpo particolarmente robusto. Vi è marcata differenziazione sessuale nelle dimensioni: le femmine sono in media più grandi e pesanti dei maschi. La testa è massiccia, quasi il doppio della larghezza rispetto al collo, con occhi disposti lateralmente offrendo un campo visivo di circa 135°. Le femmine hanno una coda proporzionalmente più corta (circa il 12 % della lunghezza totale), con gli sfinteri anali più piccoli rispetto ai maschi, nei quali sono invece ben evidenti.
Il corredo cromosomico è diploide, con 2n = 36 cromosomi totali: 16 macro e 20 micro cromosomi.

### Scaglie

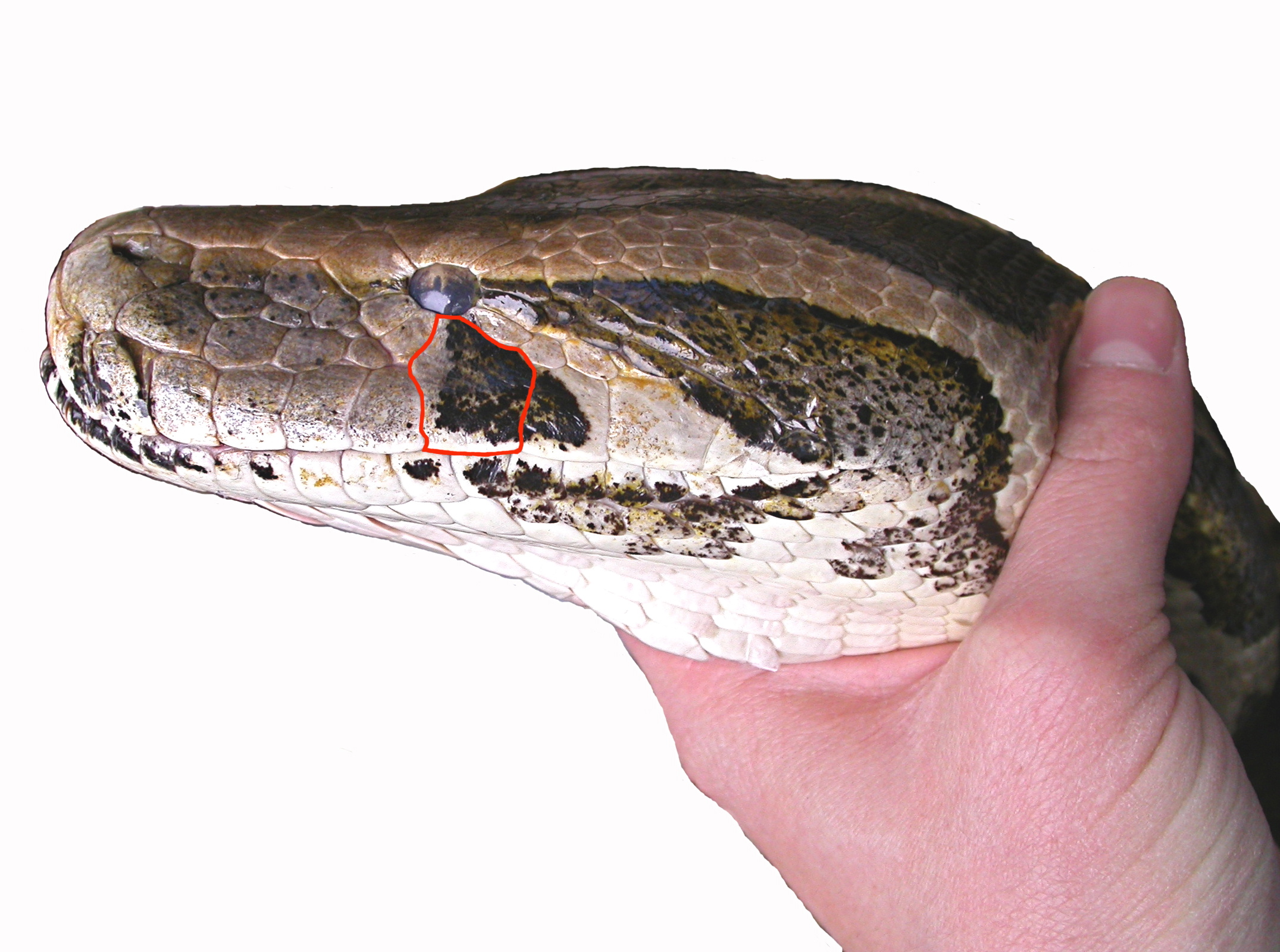
Particolare di una scaglia (delimitata in rosso) del labbro superiore che raggiunge l'occhio

La narice è posta in posizione dorsale, circondata da una grande scaglia nasale. Due scaglie internasali la separano da altre due scaglie prefrontali, dietro le quali vi è spesso un secondo paio più piccolo. Le scaglie frontali sono ambedue grandi e simili, con un’unica sovraoculare sopra l’occhio.
La rostrale (scaglia del muso) possiede due profonde fosse labiali. Lateralmente si susseguono scaglie loreali, due pre-oculari e 3 o 4 post-oculari. Sono presenti tra 11 e 13 supralabiali e 16-18 infralabiali, alcune con fossette. La sesta o settima supralabiale tocca direttamente il margine inferiore dell’occhio, mentre nei pitoni birmani è presente una fila continua di scaglie suboculari tra le labiali superiori e gli occhi.
Sul corpo si contano 245-270 scaglie ventrali, con 58-73 file dorsali sulla linea media. Nella regione posteriore vi sono 57-83 scaglie subcaudali, mentre la scaglia anale è intera.

### Colorazione
La base dorsale, chiara (biancastra, grigio chiaro, giallastra o beige), si schiarisce sui fianchi. Presenta 30–38 larghi blotches (macchie scure) sul dorso, spesso rettangolari, e macchie sui fianchi con forme variabili secondo la sottospecie. L’addome è chiaro, ma punteggiato verso il posteriore. Sui lati della testa si estende una fascia scura triangolare dall’occhio al muso, affiancata da una banda più ampia bordata di nero fino all’angolo della mandibola, racchiudendo una zona chiara. Dalla punta del muso agli occhi al vertice del capo corre un motivo a freccia bruna con punto chiaro centrale.
Gli esemplari delle regioni montuose della catena dei Ghati occidentali, dell'Assam e dello Sri Lanka tendono ad avere tonalità più scure rispetto a quelli del Deccan o della costa orientale. Le grandi macchie dorsali, da beige a marrone castagna, sono contornate da una sottile linea scura. Nella popolazione continentale queste macchie hanno forma perlopiù rettangolare, mentre gli esemplari dello Sri Lanka mostrano spesso forme irregolari.
Le strette macchie laterali sono tondeggianti, triangolari o a rombo e spesso presentano un nucleo chiaro. La superficie ventrale è biancastra, giallastra o leggermente arancione. Il disegno marrone a forma di punta di freccia sulla sommità della testa è ben visibile nei giovani, ma negli adulti tende a svanire dalla punta del muso fino agli occhi. In alcuni individui la freccia scompare quasi del tutto ed è visibile solo nella regione occipitale. Indipendentemente dall’origine geografica, la parte superiore della testa può presentare una colorazione rosa pallido. La lingua è rosa.

### Dentatura

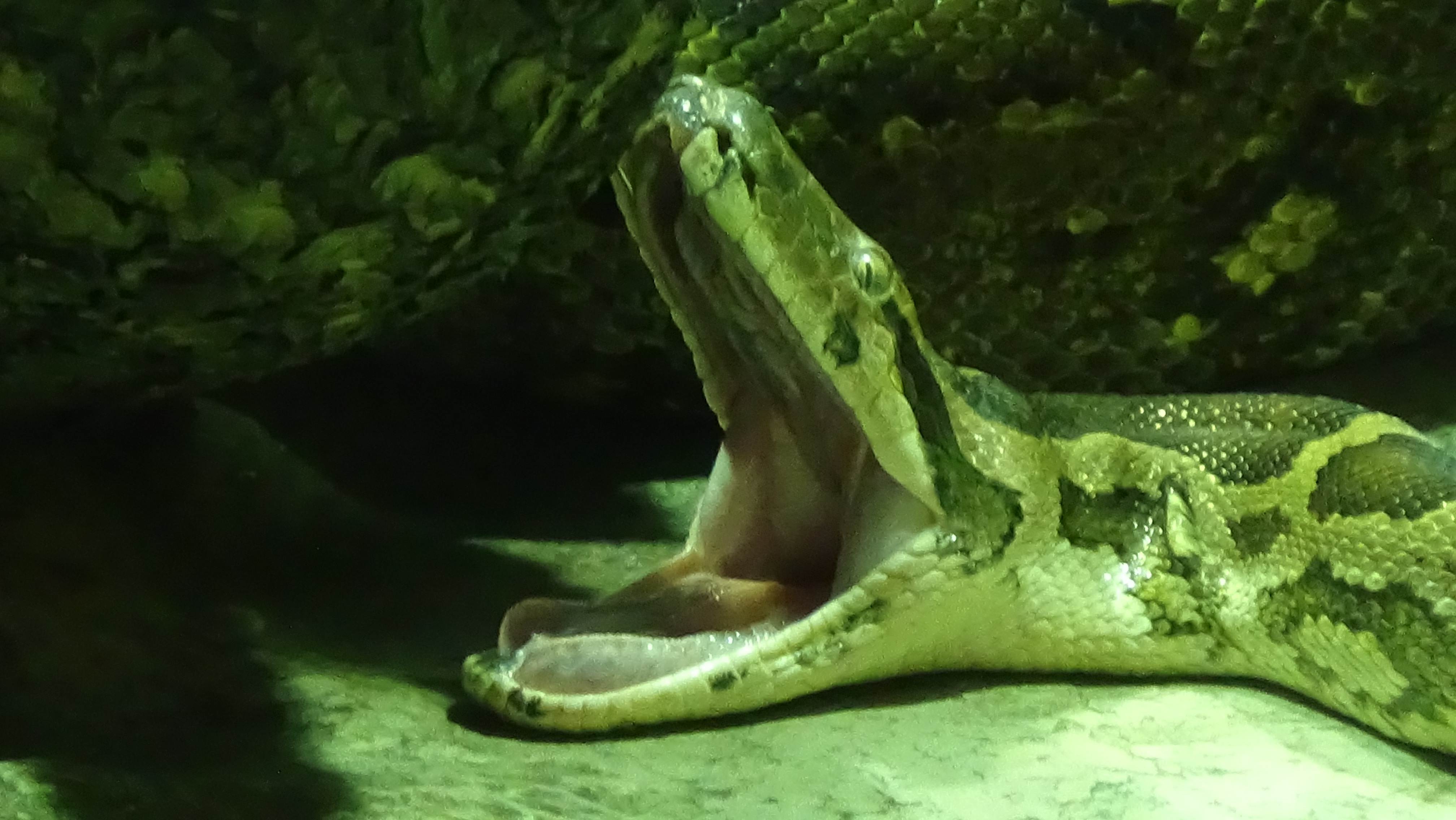
Pitone moluro con la bocca spalancata

I denti sottili e allungati sono uniformemente appuntiti e incurvati verso la gola. Nella parte anteriore della cavità orale superiore si trova l’osso premascellare, dotato di quattro piccoli denti. Le ossa mascellari superiori portano ciascuna da 18 a 19 denti. Di questi, il 2° fino al 6° sono i più grandi e di uguale lunghezza. Verso la punta della bocca e verso la gola, gli altri denti diventano progressivamente più piccoli. Verso il centro della cavità orale superiore si trovano, paralleli alle ossa mascellari superiori, anteriormente l’osso palatino e posteriormente l’osso pterigoideo. Il primo possiede sei denti, di lunghezza pari a quelli del segmento anteriore dell’osso mascellare superiore. Gli 8-10 denti sull’osso pterigoideo sono lunghi quanto quelli del segmento posteriore dell’osso mascellare superiore. Le mandibole inferiori portano ciascuna da 16 a 19 denti. I denti dal 2° all’8° sono i più grandi e pressoché di uguale lunghezza. Verso la punta della bocca e verso la gola, gli altri denti diminuiscono di dimensione.

## Tassonomia
Il nome scientifico del pitone delle rocce indiano Python molurus fu coniato nel 1758 da Carl von Linné, il fondatore della nomenclatura binomiale, nella sua opera Systema Naturae. Nel 1820, il naturalista tedesco Heinrich Kuhl descrisse un altro pitone gigante, il pitone birmano Python bivittatus, che per lungo tempo fu considerato una sottospecie di Python molurus. La classificazione interna dei pitoni delle rocce fu oggetto di controversie per circa 200 anni. Le aree di distribuzione delle due forme si sovrappongono certamente nel nord-est dell’India, in Nepal, nel Bhutan occidentale, nel sud-ovest del Bangladesh e probabilmente anche nel nord-ovest della Birmania. Osservazioni condotte in India e Nepal dimostrano che, contrariamente a quanto precedentemente ritenuto, le due specie, pur convivendo in simpatria, occupano habitat diversi o in parte anche gli stessi, ma non si incrociano tra loro.
Per questo motivo, nel 2009 Jacobs e collaboratori proposero di attribuire a ciascuna delle due forme lo status di specie a sé stante, basandosi su due differenze morfologiche caratteristiche: nella squamatura laterale del capo e nel disegno della parte superiore della testa. Questa suddivisione in due specie distinte è oggi accettata anche dalla Reptile Database, una banca dati scientifica online dedicata alla tassonomia dei rettili.
Nel 1945, Paul Deraniyagala descrisse una popolazione presente sull’isola di Sri Lanka come sottospecie distinta, con il nome di Python molurus pimbura. Sulla base della colorazione, della disposizione delle macchie e del numero di scaglie subcaudali (scaglie della parte inferiore della coda) di alcuni esemplari, egli evidenziò differenze rispetto alla forma continentale di Python molurus. Tuttavia, già nel 1949 Constable considerava tali differenze non sufficienti, interpretandole come variazioni naturali attese all’interno di una popolazione. Da allora, i pitoni moluro dello Sri Lanka non sono più stati sottoposti ad analisi morfologiche o genetiche approfondite.  Di conseguenza, il loro status di sottospecie oggi non è più riconosciuto, e sono nuovamente considerati una popolazione insulare di Python molurus.
All’interno del genere Python, il pitone moluro e quello birmano sono geneticamente i più affini al pitone di Seba e al  pitone del Natal. Ciò è stato confermato da una recente indagine di biologia molecolare che ha incluso il pitone di Seba e il pitone moluro.

## Distribuzione e habitat

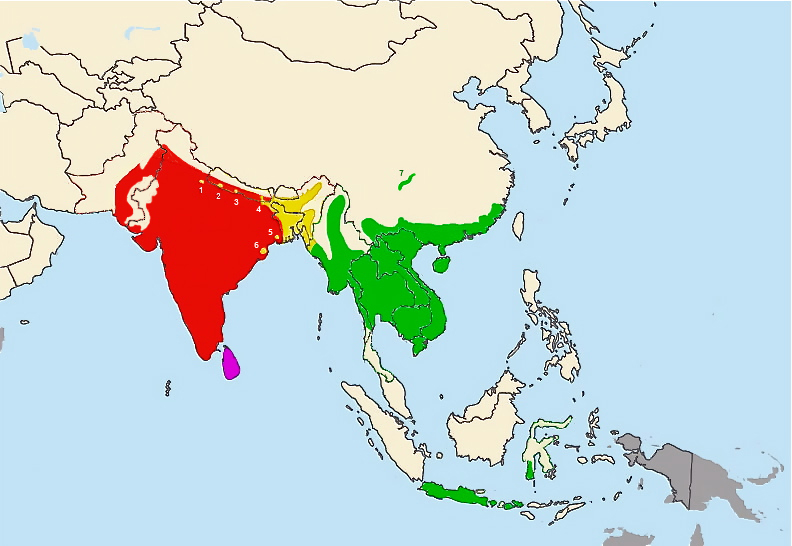
Areale del pitone moluro (rosso), del pitone birmano (verde) e dove convivono (giallo)

il pitone moluro può essere trovato nel sud-est del Pakistan, in India, in Sri Lanka e in parti del Nepal, Bhutan e Bangladesh.
Vive in una vasta gamma di habitat, tra cui:
Foreste pluviali tropicali, foreste di montagna,foreste nebulose, foreste a galleria, mangrovie, zone paludose e stagionalmente secche, praterie, boscaglie aride, fino a terreni collinari sassosi o sabbiosi, sempre in prossimità di fonti d’acqua, con la maggior parte delle segnalazioni a quote inferiori ai 200 m sul livello del mare.
Nelle regioni del Nord-Est indiano, Nepal, Bhutan occidentale, Bangladesh sud-occidentale e possibilmente anche nel Nord-Ovest della Birmania, la sua area di distribuzione si sovrappone con quella del pitone birmano. In questi luoghi il pitone moluro predilige foreste secche o aree sabbiose aride, mentre il congenero occupa prati umidi attraversati da corsi d’acqua. Questa specie è spesso definita “fuggitiva della cultura”, sebbene in India si avvicini occasionalmente ad ambienti agricoli e urbani per cacciare, ed è stata rinvenuta persino in giardini residenziali.

## Biologia

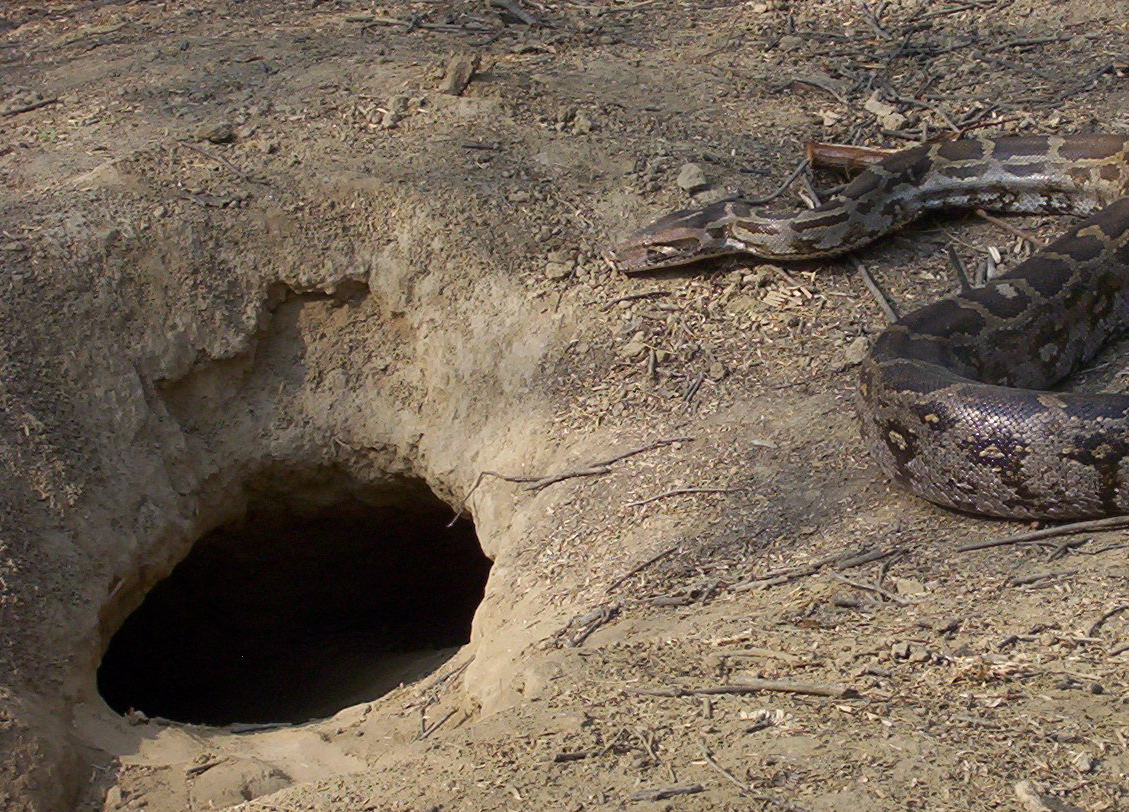
Pitone moluro nel Parco nazionale di Keoladeo, in India, davanti alla sua tana

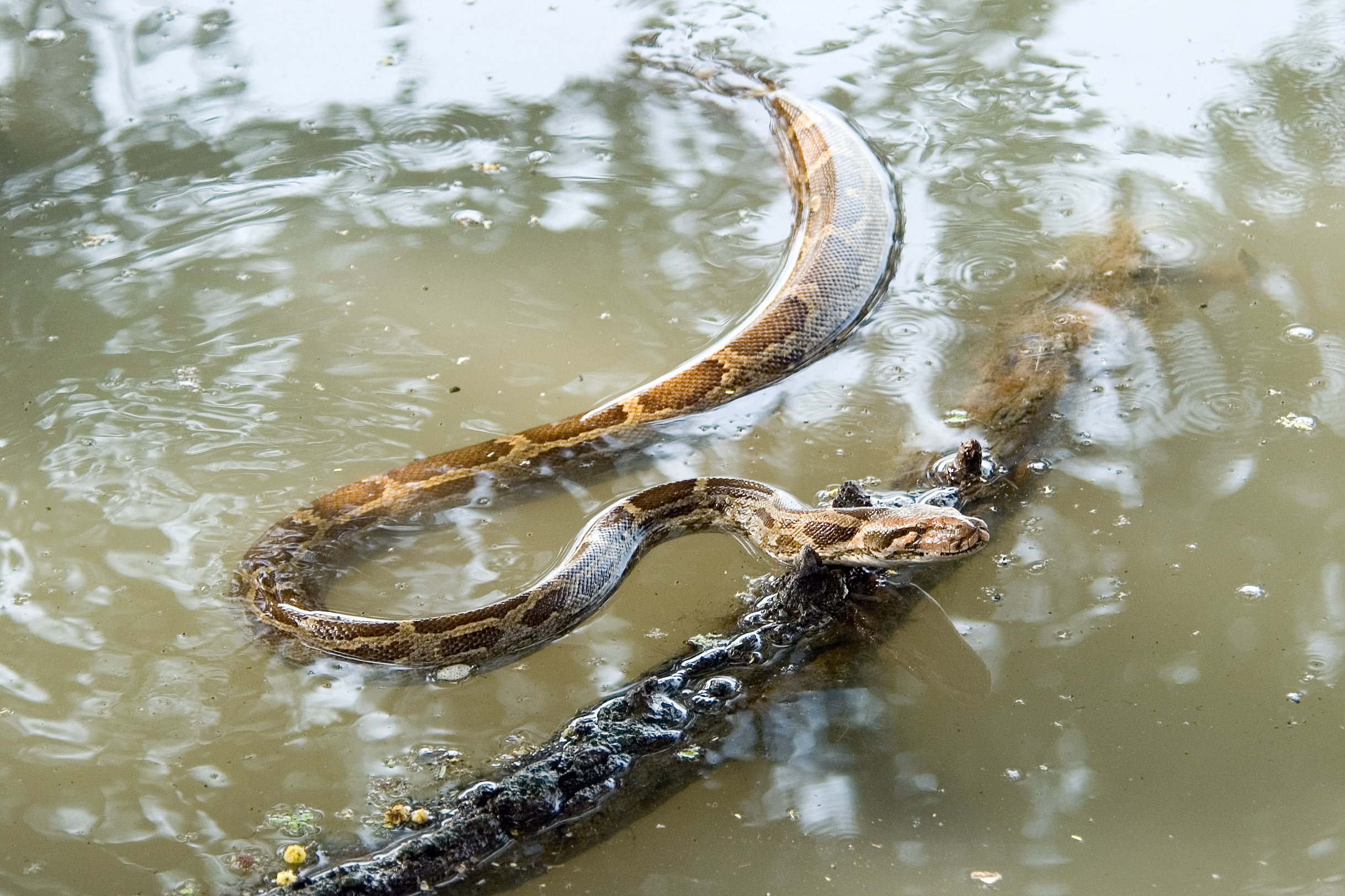
Pitone moluro mentre nuota

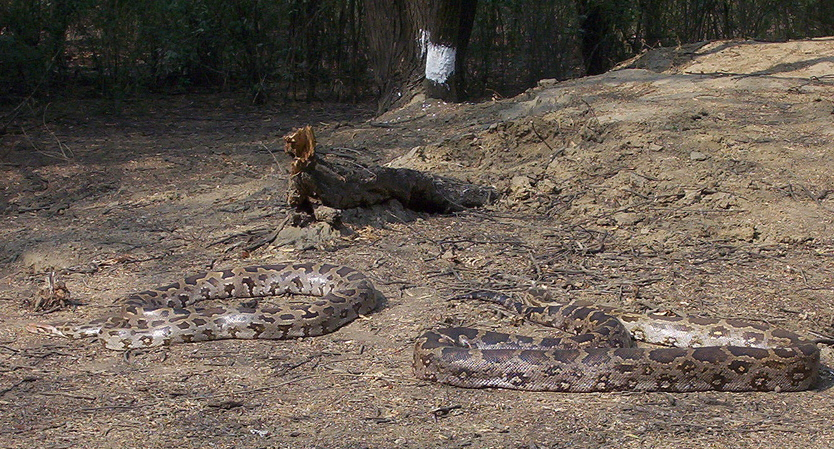
Occasionalmente i pitoni delle rocce condividono i loro rifugi e, come in questo caso, i luoghi per prendere il sole. (Pitoni moluro nel Parco nazionale di Keoladeo, India)

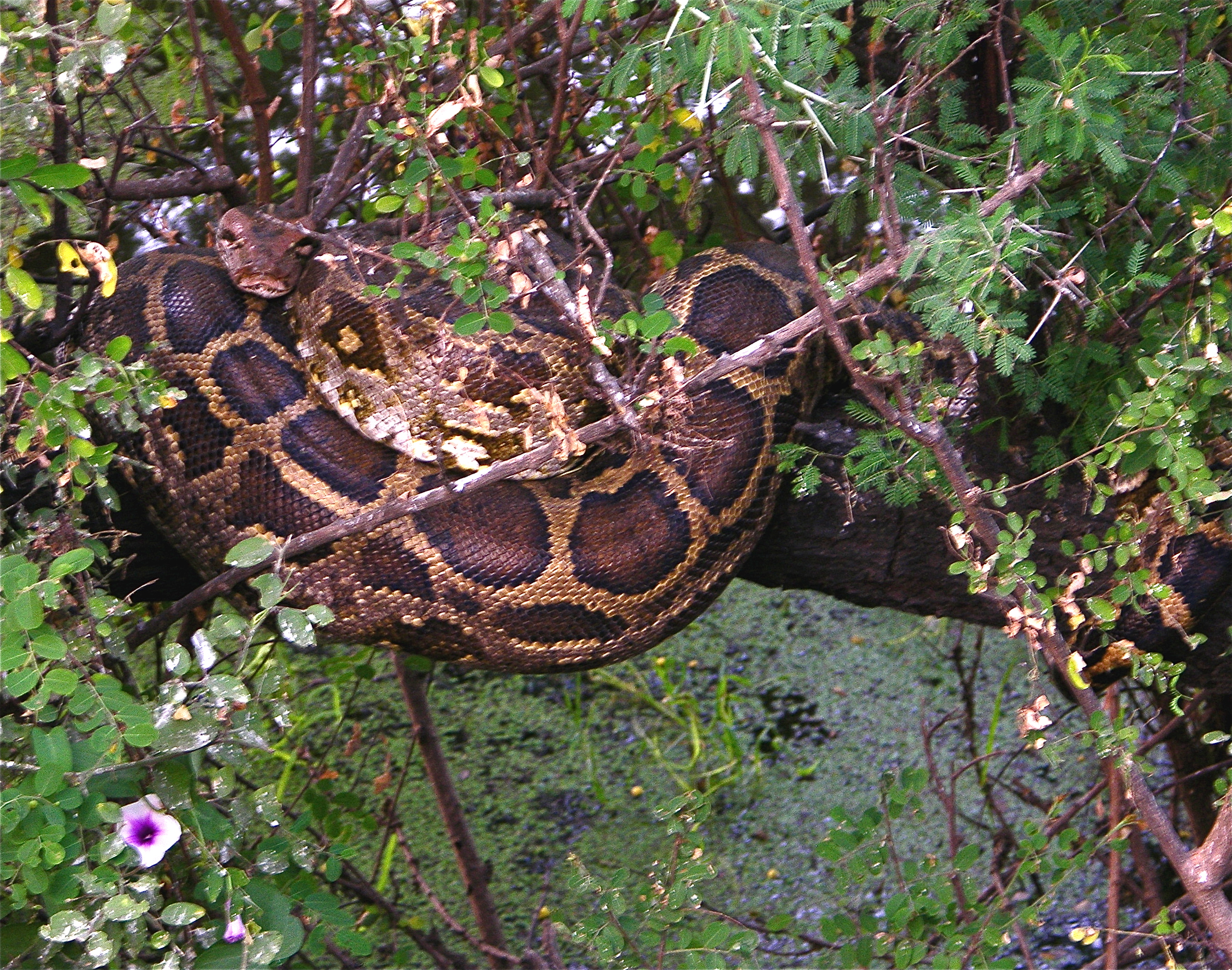
Pitone moluro adulto riposa tra i rami (Parco nazionale di Keoladeo, India)

### Comportamento generale
Nonostante il suo vastissimo areale di distribuzione e la sua frequenza in alcune zone, si conosce ancora poco sul comportamento di questo pitone. Il pitone moluro è un serpente prevalentemente terrestre, che si muove lentamente e in linea retta sul suolo. Pur essendo un arrampicatore lento, è abile nel salire su cespugli e alberi, dove spesso si trattiene per tendere agguati ben mimetizzato. Occasionalmente raggiunge anche altezze notevoli: ad esempio, nel sud dell’India è stato osservato un esemplare di 1,5 metri di lunghezza mentre, a 15 metri d’altezza su un albero, divorava un pipistrello della frutta.
In ambienti con laghi, fiumi e altre acque dolci, i pitoni conducono una vita semi-acquatica. In acqua si muovono molto più rapidamente e agilmente che sulla terraferma. Durante il nuoto, il corpo resta completamente immerso, lasciando emergere solo la punta del muso. Spesso sostano per ore parzialmente o totalmente sommersi sulla riva poco profonda. Possono restare fino a mezz’ora completamente sott’acqua senza respirare, oppure mostrano solo le narici sopra la superficie. A differenza del pitone reticolato, anch’esso amante dell’acqua, il pitone delle rocce sembra evitare l’ambiente marino.
I suoi rifugi e luoghi di riposo preferiti sono tane sotterranee, fessure nella roccia, tane abbandonate di mammiferi, termitai, tronchi cavi, fitte radici di mangrovie e erba alta.
I pitoni delle rocce sono per lo più attivi al crepuscolo e di notte. Tuttavia, l’attività giornaliera dipende fortemente dalla temperatura ambientale. In aree con marcate variazioni stagionali, durante i mesi freddi e caldi cercano rifugi con un microclima più stabile e gradevole.  Uno studio condotto nel Parco nazionale di Keoladeo, nell’India nord-occidentale, ha mostrato che i pitoni si muovono preferibilmente a temperature tra i 20 e i 30 °C. In inverno, da metà dicembre a fine gennaio, lasciano il rifugio solo nelle ore più calde della giornata per esporsi al sole fino a sei ore, e generalmente non cercano cibo. In primavera, tra febbraio e marzo, periodo riproduttivo, sono attivi sia di giorno che di notte, anche se il microclima nei rifugi sarebbe più favorevole. Da aprile e per tutta l’estate, mostrano picchi di attività all’alba e al crepuscolo, evitando il caldo di mezzogiorno e il freddo notturno. Con l’aumento della temperatura, l’attività si sposta sempre più alle ore notturne. Il clima favorevole riduce la dipendenza da rifugi fissi e favorisce lo spostamento. Tuttavia, in caso di caldo eccessivo e scarsa umidità, l’attività cala nuovamente e l’importanza dei rifugi freschi aumenta.
Nel nord del Pakistan, dell’India e della Birmania, i pitoni cadono in una sorta di letargo (torpore invernale) durante i mesi freddi, solitamente da dicembre a febbraio, e nel sud-ovest di Jammu anche più a lungo. In questo periodo il metabolismo rallenta sensibilmente. Nei luoghi di svernamento, come sotto le pietre, cumuli di foglie o all’interno di cavità arboree e sotterranee, si possono trovare anche più esemplari insieme.
I giovani pitoni delle rocce sono particolarmente attivi nella ricerca del cibo. Spesso coprono distanze di diversi chilometri tra il rifugio e l’area di caccia. I grandi esemplari adulti sembrano invece muoversi poco al di fuori del periodo riproduttivo, stabilendosi in territori ideali, ricchi di prede e con rifugi adatti. Anche il comportamento sociale della specie è poco conosciuto. In diverse aree dell’India, più esemplari di pitone moluro condividono gli stessi rifugi, a volte per tutto l’anno. Nel Parco nazionale di Keoladeo sono stati trovati fino a 12 individui nella stessa tana sotterranea.
Nel medesimo parco, dove scarseggiano alberi cavi, fessure nella roccia e altri rifugi, i pitoni si affidano alle tane sotterranee del porcospino indiano. Sorprendentemente, questi serpenti condividono la maggior parte delle tane con i porcospini, sebbene questi siano normalmente loro prede. In una singola tana sotterranea sono stati contati tre pitoni, cinque porcospini indiani e 350 pipistrelli a foglia rotonda. Una possibile spiegazione di questa convivenza pacifica è che lo spazio ristretto all’interno delle tane renda difficile per il pitone catturare, soffocare e ingoiare le sue potenziali prede.

### Alimentazione

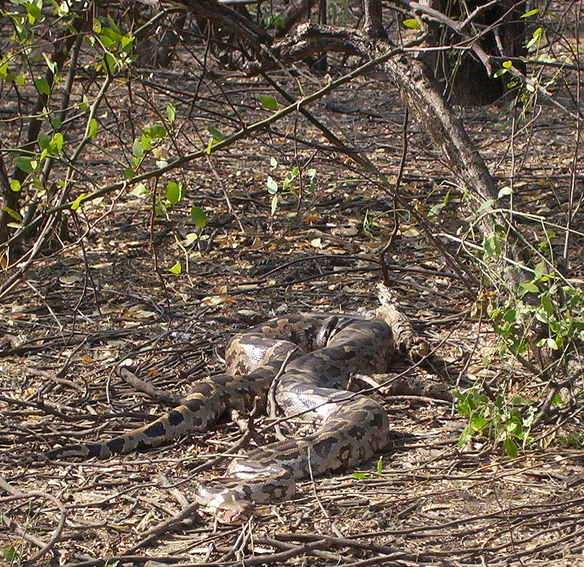
Pitone moluro mimetizzato nella vegetazione in attesa di una preda (Parco nazionale di Keoladeo, India)

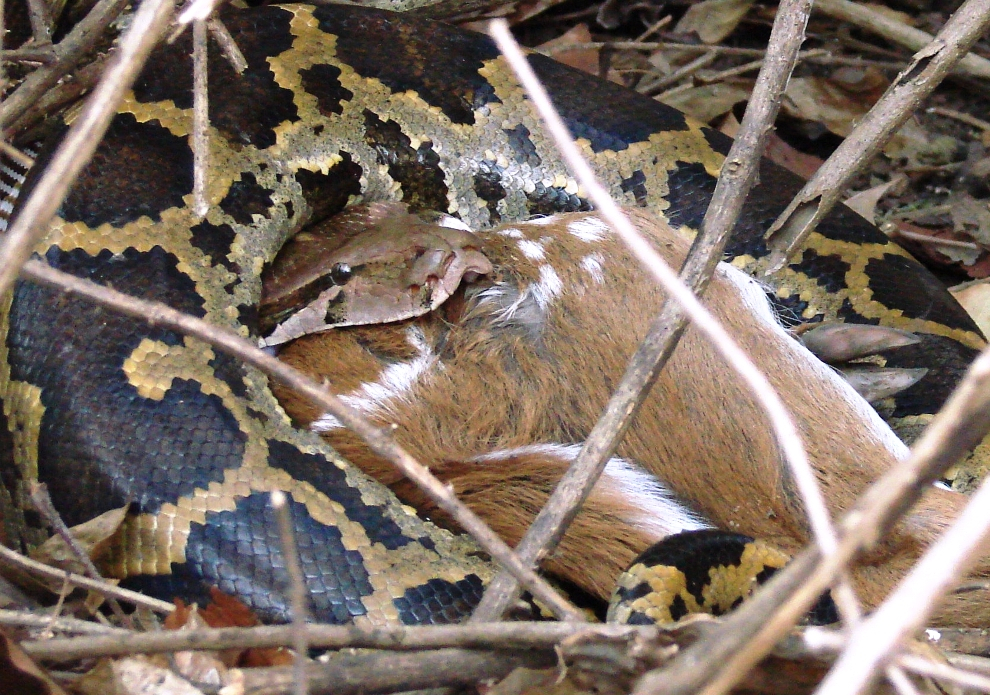
Pitone moluro che ingoia un cucciolo di cervo pomellato (Parco nazionale di Mudumalai, distretto dei Nilgiri, India)

Lo spettro alimentare va dai mammiferi e uccelli fino a rettili a sangue freddo e anfibi: rane, rospi, varani, pipistrelli, volpi volanti, cervi topo, zibetti e numerosi roditori vengono predati. Cattura anche uccelli acquatici, trampolieri e galliformi. La dimensione della preda è correlata alla dimensione del pitone stesso.
Esemplari di grandi dimensioni possono occasionalmente predare animali grandi come piccoli primati (come giovani entelli), cuccioli di cinghiale, sciacalli dorati, muntjak, gazzelle indiane, giovani cervi porcino e cuccioli di sambar e chital. Un individuo lungo 4,5 metri ha, per esempio, inghiottito un cervo porcino con corna lunghe 18 cm. Corna troppo grandi, però, possono rappresentare un ostacolo all’ingestione e causare lesioni interne.
Tra le prede più grandi e combattive documentate c'è anche un  leopardo: nello stomaco di un pitone lungo 5,4 metri è stato trovato un leopardo adulto con una lunghezza testa-tronco di 1,25 metri.
Non sono ancora state pubblicate indagini sistematiche sulla composizione dettagliata dello spettro alimentare. In uno studio di Bhatt e Choudhury (1993) nel Parco Nazionale di Keoladeo, gli uccelli costituivano apparentemente la principale fonte alimentare. È probabile che la dieta vari a seconda del repertorio di prede disponibile nell’habitat e che sia soggetta a fluttuazioni annuali dovute a migrazioni di roditori o uccelli.
Come predatore da imboscata, attende la preda preferibilmente nascosto tra la vegetazione, sugli alberi o in acqua. Una volta individuata la vittima, si avvicina lentamente muovendo tipicamente la coda. L’attacco avviene in modo fulmineo: la preda viene afferrata, stretta tra le spire e soffocata con la tipica tecnica dei costrittori. Se necessario, il pitone può mantenere questa stretta anche per più di un’ora. A seconda della dimensione della preda, l’ingestione può richiedere diverse ore. Prede di piccole dimensioni sono spesso digerite entro una settimana.
Il tratto digerente si adatta dinamicamente alle esigenze digestive: la mucosa dell’intestino tenue, ad esempio, cresce fino al triplo del volume due giorni dopo l’alimentazione, per poi tornare alle dimensioni normali dopo circa una settimana. L’intero processo digestivo può consumare fino al 35% dell’energia ottenuta con la preda.

### Riproduzione

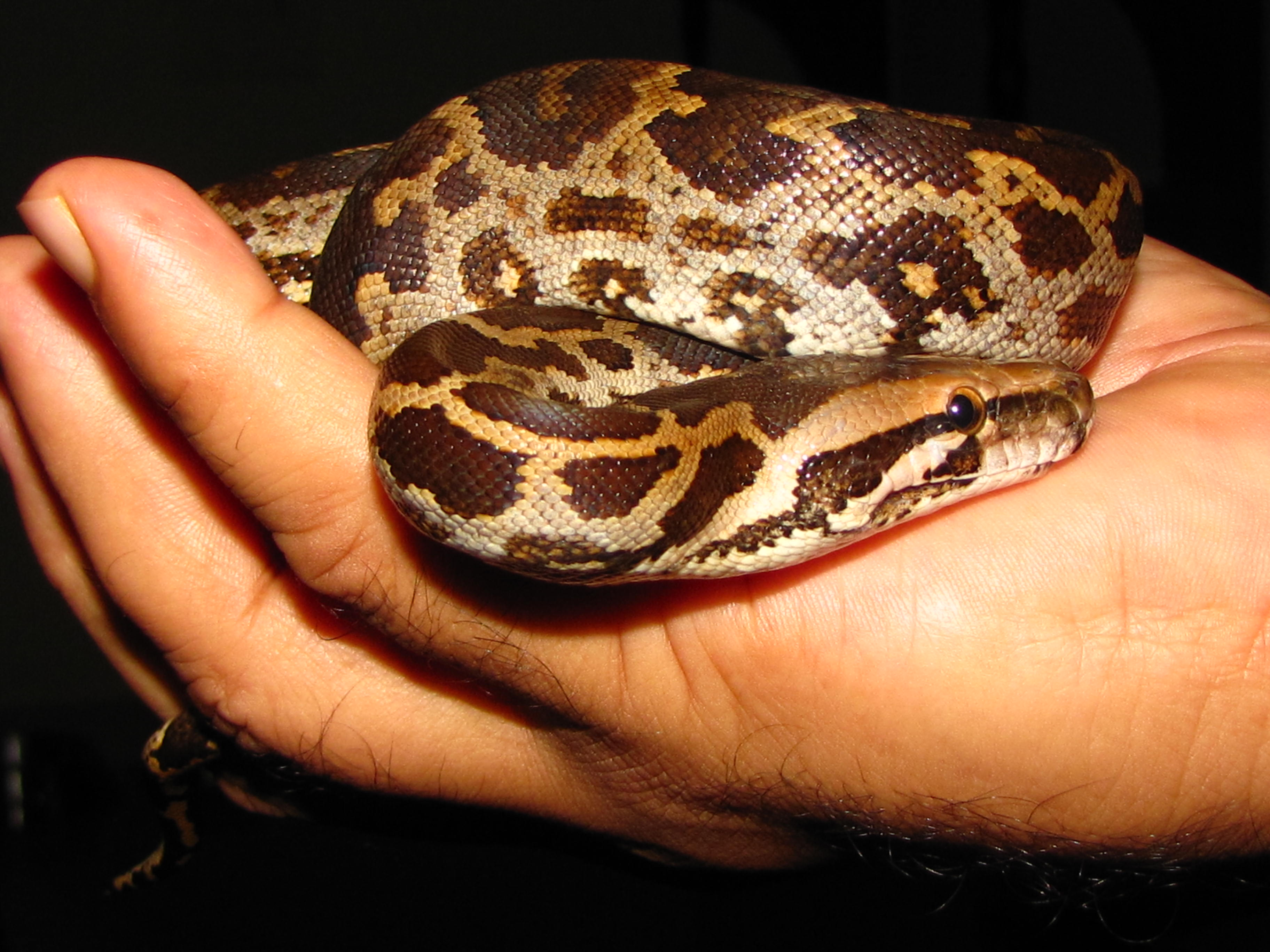
Giovane esemplare di pitone moluro

Anche sulla riproduzione in natura si conosce ben poco. Nell’India settentrionale, durante i mesi freddi (da dicembre a febbraio), le coppie si ritrovano in un comune quartiere di svernamento. Nonostante le basse temperature e il metabolismo rallentato, l'accoppiamento riesce comunque ad avvenire in questo periodo. Lungo la valle del Gange, il corteggiamento e la copulazione sono stati osservati anch’essi durante lo svernamento, tra la fine di dicembre e la metà di febbraio. Nel Parco nazionale di Keoladeo, situato nel nord-ovest dell’India, il periodo riproduttivo del pitone moluro cade nella seconda metà della stagione fredda, da metà febbraio a marzo. In questo periodo l’assunzione di cibo si interrompe quasi completamente.
La disponibilità all’accoppiamento da parte della femmina viene segnalata al maschio tramite un feromone sessuale marrone e liquido, emesso dalla cloaca. Dopo una fase di inseguimento e avvicinamento, il maschio striscia sopra la sua compagna, le preme la testa contro il corpo e inizia a graffiarla con gli speroni cloacali. La femmina, stimolata, solleva quindi la coda. A questo punto, il maschio può introdurre uno dei suoi due emipeni (organi copulatori biforcuti e appiattiti) nella cloaca della femmina. In cattività, la copulazione può durare da dieci minuti fino a sette ore e viene ripetuta più volte nei giorni successivi, talvolta anche per diversi mesi.
Non si conoscono ancora interazioni tra maschi in natura durante la stagione riproduttiva. In cattività, invece, i maschi di pitone delle rocce possono diventare territoriali in questo periodo e affrontarsi in combattimenti ritualizzati. Quando due rivali si incontrano, inizialmente si tastano con la lingua, poi iniziano a strisciare l’uno accanto all’altro, si sollevano con il terzo anteriore del corpo, si arrampicano reciprocamente cercando di spingere l’altro al suolo. Se nessuno dei due si sottomette, si arriva a intensi graffi con gli speroni cloacali e infine a veri e propri morsi violenti.
Nell’India centrale, la gestazione dura da 2 a 4 mesi. A metà della stagione calda, intorno al mese di maggio, la femmina cerca un luogo adatto per la deposizione delle uova. Tale luogo consiste in un rifugio indisturbato, come un cumulo di rami e foglie, un albero cavo, un termitaio o una tana disabitata. A seconda delle dimensioni e delle condizioni della femmina, vengono deposte in media da 8 a 30 uova. Dal nord dell’India è noto un record di 107 uova in un’unica covata. Le uova, bianche e a guscio molle, misurano 74-125 × 50-66 millimetri e pesano tra 140 e 270 grammi. Le uova, che restano incollate tra loro, vengono circondate e protette dalla femmina. Con l’arrangiamento a spirale del corpo, vengono regolati l’umidità e il calore. Inoltre, la femmina di pitone delle rocce è in grado di produrre contrazioni muscolari tremolanti (shivering thermogenesis), con le quali può aumentare la temperatura fino a 7,3 °C. Questo le permette di covare anche in regioni più fredde, mantenendo la temperatura ottimale di incubazione intorno ai 30,5 °C. Di norma, durante il periodo di incubazione, la femmina non si nutre né lascia il nido.
Nel Parco Nazionale di Keoladeo, si trovano gusci d’uovo freschi e piccoli appena nati tra la fine di luglio e l’inizio di agosto. Ne consegue un tempo di incubazione di circa 2 mesi. I piccoli appena nati, da questo momento in poi completamente indipendenti, hanno una lunghezza totale compresa tra 40 e 60 centimetri e pesano tra 80 e 150 grammi nella maggior parte del loro areale di distribuzione. I pitoni delle rocce raggiungono la maturità sessuale intorno ai tre anni.

### Età e aspettativa di vita
Non sono disponibili dati sull’età media e sull’età massima degli individui in natura. Tuttavia, si presume che i pitoni delle rocce possano vivere in condizioni favorevoli per oltre 30 anni. In cattività, raggiungono un’età media di 25 anni.

### Nemici naturali
A parte l’uomo, il pitone moluro ha molti nemici, specialmente durante la sua giovinezza. Tra questi si annoverano, ad esempio, cobra reali, manguste indiane, grandi felini come tigri e leopardi, orsi, vari tipi di gufi e alcuni rapaci come il nibbio bruno. Tra i predatori di nidi figura anche il varano del Bengala.

## Il pitone e l’uomo
Lo sfruttamento commerciale del pitone moluro da parte dell’industria della pelle ha provocato, in numerosi paesi del suo areale di distribuzione, un significativo declino delle popolazioni. In India e Bangladesh, attorno al 1900, il pitone delle rocce era ancora comune e largamente diffuso. In seguito si verificò una caccia eccessiva protrattasi per oltre mezzo secolo, durante la quale venivano esportate ogni anno dall’India fino a 15.000 pelli verso il Giappone, l’Europa e gli Stati Uniti. Questo comportò un forte calo delle popolazioni, fino all’estinzione completa in molte località. Nel 1977 l’India vietò per legge l’esportazione, tuttavia il commercio illegale continua ancora oggi. Attualmente, il pitone delle rocce in India è ormai raro al di fuori delle aree protette, e in Bangladesh è limitato a poche zone nel sud-est del paese.
Alcune tribù dell’India e dello Sri Lanka cacciano il pitone per la sua carne. In India e nello Sri Lanka, il grasso del pitone viene applicato esternamente per alleviare contusioni, distorsioni, fratture, reumatismi, e internamente come rimedio contro la lebbra.
Il disboscamento, gli incendi e l’erosione del suolo rappresentano un problema crescente negli habitat del pitone delle rocce. Anche la crescente urbanizzazione e l’espansione agricola, causate dall’aumento continuo della popolazione, restringono sempre di più il suo habitat naturale. Tutto ciò porta alla riduzione, all’isolamento e, infine, all’estinzione di singole popolazioni. La perdita di habitat è la causa principale del declino del pitone delle rocce in Pakistan, Nepal e Sri Lanka, dove non si è mai sviluppato un commercio significativo. Per questo motivo, in Pakistan la specie è stata dichiarata minacciata già nel 1990. In Nepal, il pitone è considerato a rischio e si trova ancora frequentemente solo nel Parco nazionale di Chitwan. Nello Sri Lanka, il suo habitat si sta riducendo sempre più alle zone di giungla incontaminata.
Il pitone moluro è classificato come specie direttamente minacciata nell’Appendice I della Convenzione di Washington sulla protezione delle specie (CITES), e il suo commercio è vietato. La IUCN lo considera una specie “prossima alla minaccia”.

### Comportamento nei confronti dell’essere umano
I pitoni delle rocce che vivono in natura sono generalmente poco aggressivi. Se disturbati, emettono un sibilo di avvertimento oppure si allontanano strisciando e cercano di nascondersi. Solo in caso di disturbo intenso si difendono con morsi di difesa potenti e dolorosi.  Solo pochi esemplari sono facilmente irritabili e reagiscono in modo difensivo sin da subito; ciò vale in particolare per alcuni individui provenienti dallo Sri Lanka.
Ai pitoni delle rocce che vivono allo stato selvatico è stato più volte attribuito l’uccisione di esseri umani. In particolare, si sostiene che bambini piccoli o neonati lasciati incustoditi siano stati vittime nel loro areale di distribuzione. Tuttavia, non esistono prove attendibili a riguardo.

## Cultura

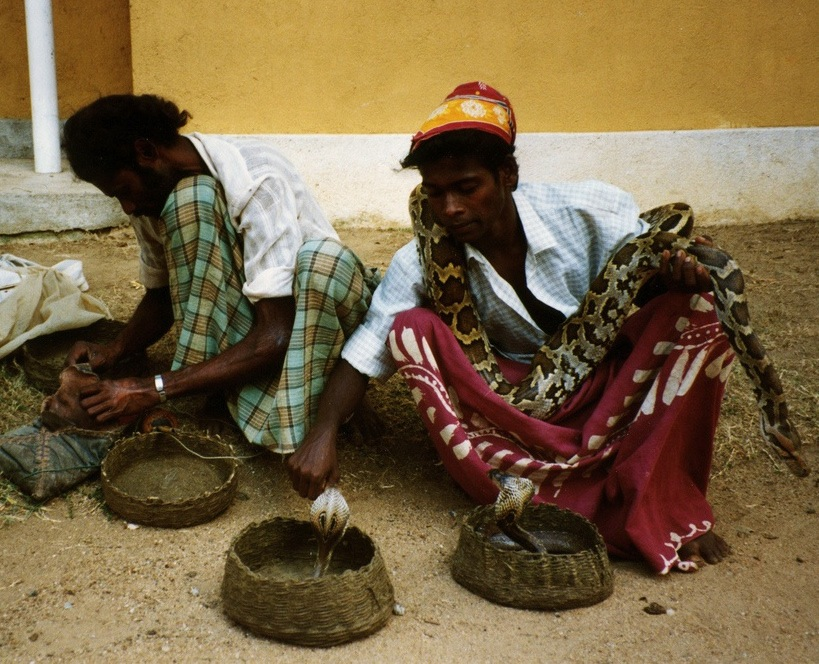
Incantatore di serpenti ad Anuradhapura (Sri Lanka) con un pitone moluro e due cobra

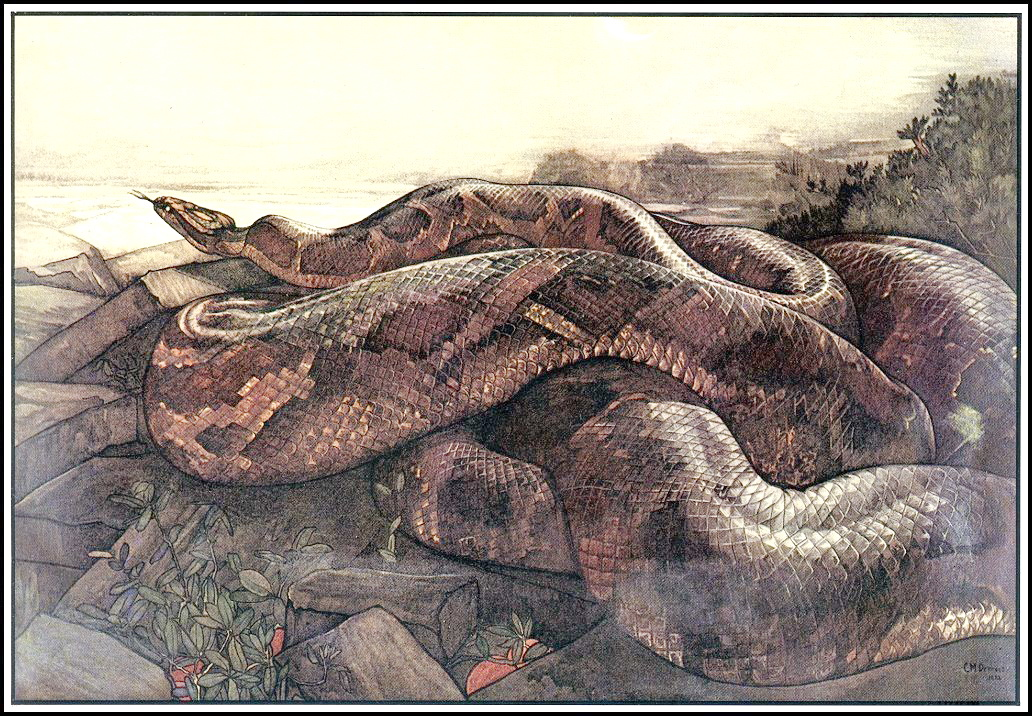
Kaa illustrato da Charles Maurice Detmold nell'edizione del 1908 de "Il libro della giungla"

Già nelle antiche culture indiane, le sacerdotesse sfruttavano l’indole tranquilla del pitone moluro per la danza con i serpenti. Questi animali venivano catturati da giovani e allevati nei templi in ceste robuste. Il contatto costante con l’uomo faceva sì che perdessero quasi completamente ogni forma di aggressività.
Anche i numerosi ex principati dell’India, sorti successivamente, tenevano pitoni delle rocce a corte come protettori della famiglia reale. Tra la fine del XIX e l’inizio del XX secolo, anche incantatori di serpenti e fachiri indiani si adornavano spesso con questi rettili.
Nell’India odierna, l’incantamento, la detenzione o l’uccisione di questo pitone, oggi minacciato di estinzione, sono vietati. Le sanzioni prevedono multe e fino a 6 anni di reclusione.

### In Europa
I pitoni delle rocce sono da tempo animali popolari in Europa. Fin dal 1245, quando nella Torre di Londra fu istituita una collezione reale di animali selvatici e pericolosi, furono esposti esemplari provenienti da India e Sri Lanka. Già nel 1829 si tentò con successo quasi completo una riproduzione in cattività.
Nel 1842, al Jardin des Plantes di Parigi, fu possibile osservare per la prima volta il tremore muscolare e il conseguente aumento della temperatura in un esemplare femmina di pitone birmano in cova.
Alla fine del XIX secolo, questi imponenti animali esotici erano presenze immancabili nelle ménageries di numerosi castelli e parchi. Per molto tempo, inoltre, furono attrazioni principali nelle esibizioni con serpenti nei circhi e nei varietà.

### Oggi
Attualmente, il pitone delle rocce gode di grande popolarità tra i privati sia in Europa che negli Stati Uniti. Sono noti anche incroci in cattività tra il pitone moluro e quello birmano, tra il pitone delle rocce e il pitone reticolato, il pitone reale e i pitoni delle rocce africani .

### Nella cultura di massa
Nel racconto d'avventura Il libro della giungla di Rudyard Kipling ritroviamo Kaa, un pitone delle rocce indiano, una figura fortemente positiva: conosce la "legge della giungla" ed è un leale amico del cucciolo d'uomo Mowgli.

## Conservazione

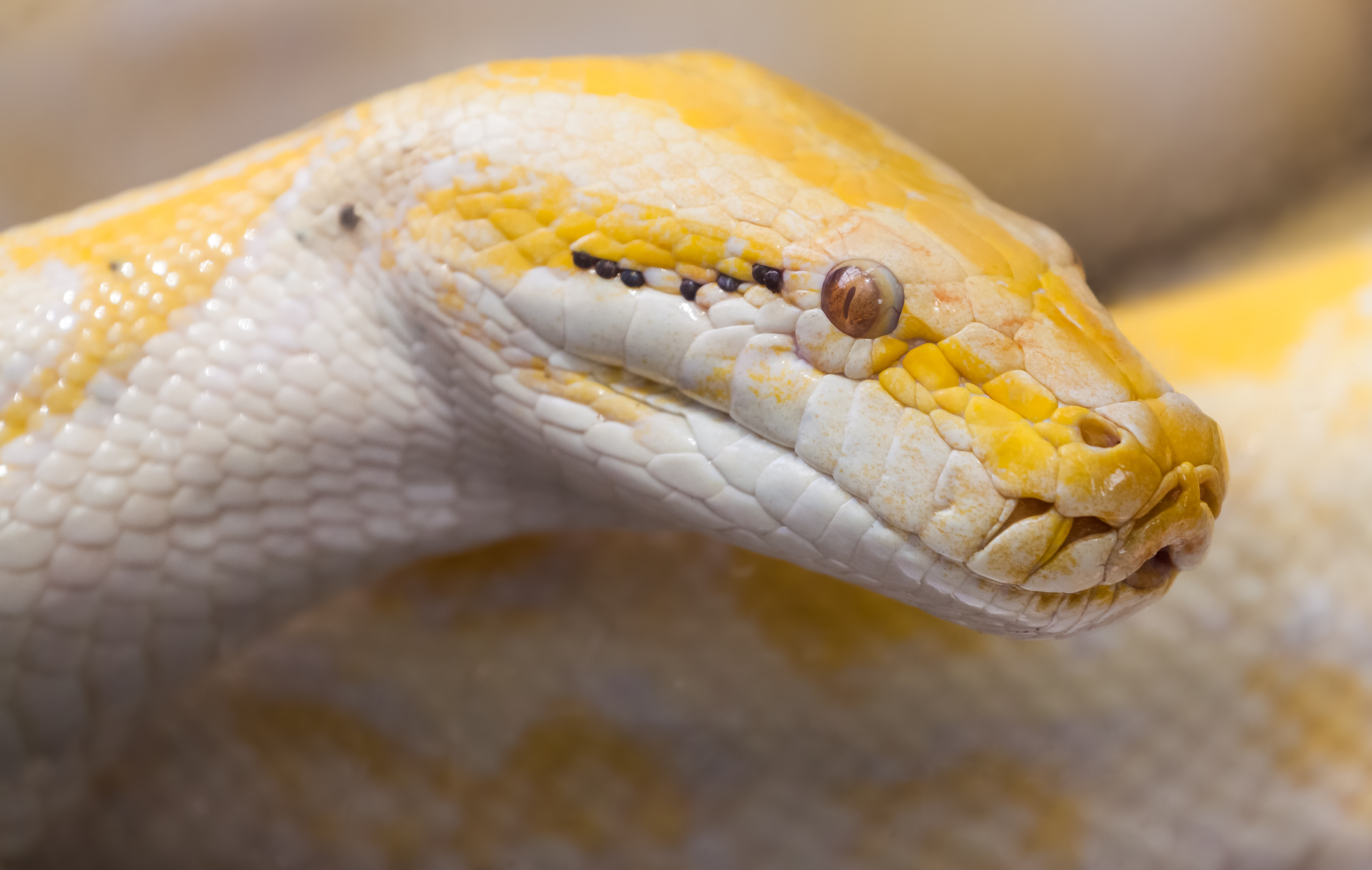
Un esemplare con mutazione di colore allo Zoo di Ho Chi Minh (Vietnam)

Il pitone moluro è incluso nell’Allegato A del Regolamento Europeo sulla Protezione delle Specie e non può essere detenuto senza apposita autorizzazione. Poiché i pitoni delle rocce, in quanto grandi serpenti costrittori, sono potenzialmente pericolosi, molti paesi hanno stabilito norme legali per garantirne la detenzione adeguata e in sicurezza.
In Italia, la detenzione di questa specie è consentita solo a condizione che l’animale sia accompagnato da regolare certificato CITES che ne attesti la legittima provenienza. E' necessario, inoltre, l’obbligo di denuncia del possesso all’autorità competente entro dieci giorni dall’acquisizione, secondo quanto stabilito dall’art. 6 della legge 150/1992. Il commercio e la cessione di esemplari viventi è vietato, salvo casi specifici autorizzati, come quelli a fini scientifici o conservazionistici.
In Svizzera, secondo l’Ordinanza sulla protezione degli animali del 2008, esistono requisiti minimi per la detenzione dei pitoni delle rocce. L’Ufficio veterinario cantonale rilascia i permessi di detenzione e svolge controlli periodici presso i proprietari.
In Germania, in otto Länder è in vigore una normativa di sicurezza pubblica per serpenti costrittori di grandi dimensioni. La detenzione di pitoni delle rocce è soggetta ad autorizzazione.
In Austria, secondo la Legge sulla protezione degli animali del 2004 e la Seconda Ordinanza sulla detenzione di animali del 2004, la detenzione di pitoni delle rocce è soggetta a obbligo di notifica e a requisiti minimi. Inoltre, esistono regolamenti specifici per ciascun  Land relativi alla sicurezza pubblica. In alcuni Länder, la detenzione privata del pitone birmano o di entrambe le sottospecie è vietata. In altri, è soggetta a obbligo di autorizzazione e a controlli a campione o periodici.